# أوبيرت ك. دان
أوبيرت ك. دان (بالإنجليزية: Aubert C. Dunn) هو محامي وقاضي وسياسي أمريكي، ولد في 20 نوفمبر 1896 في ميريديان في الولايات المتحدة، وتوفي في 4 يناير 1987 في موبيل في الولايات المتحدة. حزبياً، نشط في الحزب الديمقراطي. وقد انتخب عضو مجلس النواب الأمريكي.